# Paul Bérenger
Paul Raymond Bérenger (Quatre Bornes, 26 de marzo de 1945) es un político mauriciano. Fue primer ministro entre 2003 y 2005.

## Biografía
Su familia pertenecía a la burguesía franco-mauriciana (su abuelo fue un funcionario originario de Marsella). Realizó sus estudios secundarios en Mauricio y sus estudios superiores en el Reino Unido y Francia. Se graduó de la Universidad de Bangor con una licenciatura en filosofía y francés. También estudió en la La Sorbona, participando en el mayo francés.
Fundó el Movimiento Militante Mauriciano (MMM) en 1969, basándose en las ideas marxistas y del mayo del 68. Debido a las propuestas del MMM, el gobierno mauriciano prohibió los sindicatos cercanos al partido, decretó el estado de emergencia y encarceló a algunos líderes del partido, incluido a Bérenger en 1972. Fue sindicalista hasta 1982, cuando el MMM ganó las elecciones generales, obteniendo 60 escaños de la Asamblea Nacional de Mauricio.
Fue ministro de finanzas entre 1982 y 1983. A principios de 1983, propuso una enmienda constitucional que eliminaba los poderes ejecutivos del primer ministro. Tras ello, el parlamento fue disuelto y se convocaron elecciones generales. Hasta 1987 fue líder de la oposición en la Asamblea Nacional.
Entre 1991 y 1994 fue ministro de relaciones exteriores, volviendo al cargo entre 1995 y 1997, siendo además vice primer ministro. Entre 1997 y 2000 fue nuevamente líder de la oposición.
Fue nombrado primer ministro a fines de septiembre de 2003, siendo el primer no hindú en ocupar el cargo. Llegó al cargo por acuerdo concluido en 2000 entre su partido y el Movimiento Socialista Militante de Anerood Jugnauth, que conformaron una coalición gubernamental.
Volvió a ser líder de la oposición entre 2005 y 2006, entre 2007 y enero de 2013, entre octubre de 2013 y septiembre de 2014, y entre diciembre de 2014 y diciembre de 2016, siendo la persona que más tiempo ocupó el cargo.